# Дворец Канчеллерия

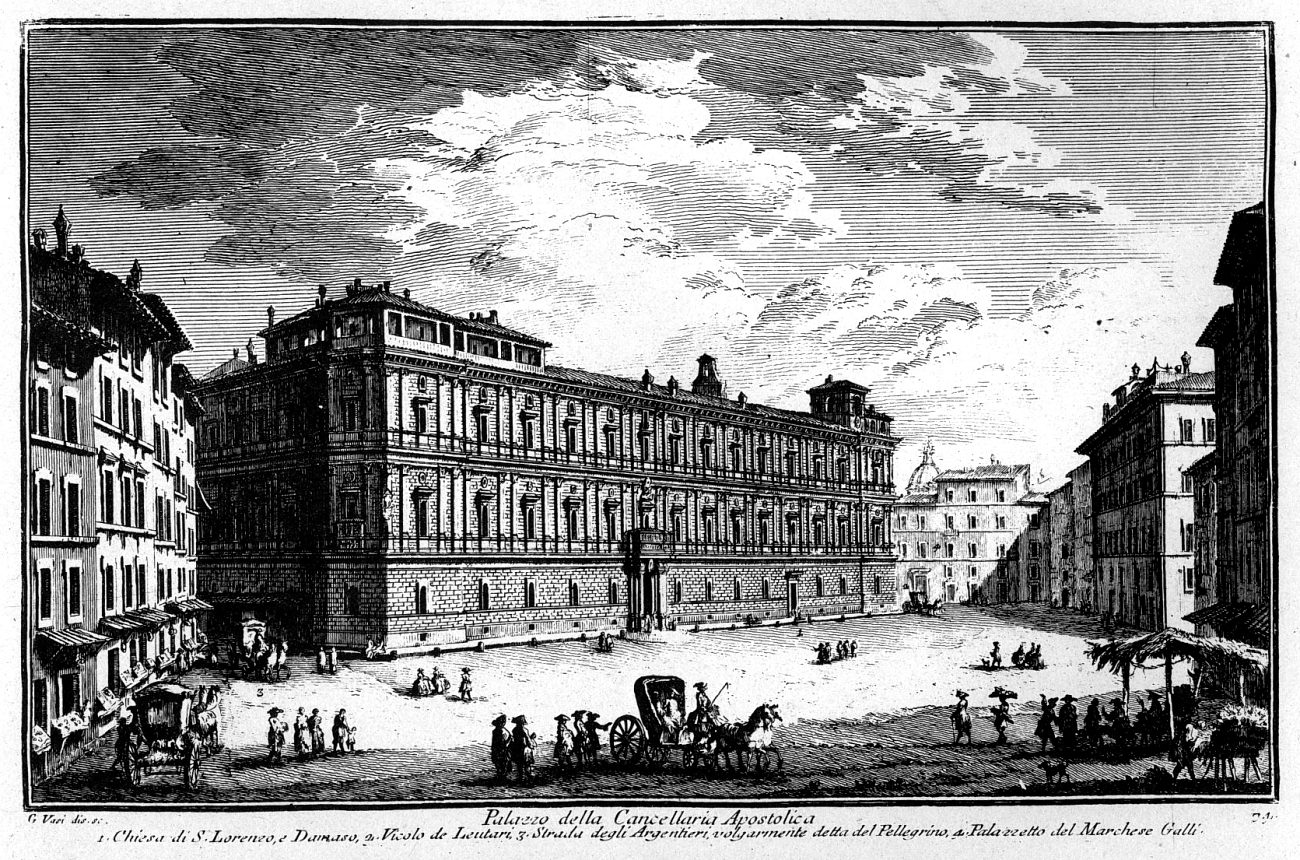
Дворец Канчеллерия: гравюра XVIII века Джузеппе Вази, преувеличивающая глубину Пьяццы делла Канчеллерии перед дворцом

Дворец Канчеллерия (итал. Palazzo della Cancelleria — Дворец Канцелярии) — дворец в Риме (Италия), выдающийся памятник архитектуры римского классицизма начала XVI века. Расположен в центре города между улицей Корсо Витторио Эмануеле II и площадью Кампо деи Фиори, в районе Парионе, недалеко от площади Навона. Здание построено между 1483 и 1513 годами для кардинала Рафаэле Риарио, камерленго Римско-католической церкви. Во дворце действует Папская канцелярия, а потому он является анклавом Ватикана и не принадлежит Италии. Дворец имеет статус объекта Всемирного наследия ЮНЕСКО, входя в группу зданий, известных как «Исторический центр Рима и владения Ватикана, пользующиеся правами экстерриториальности».

## История

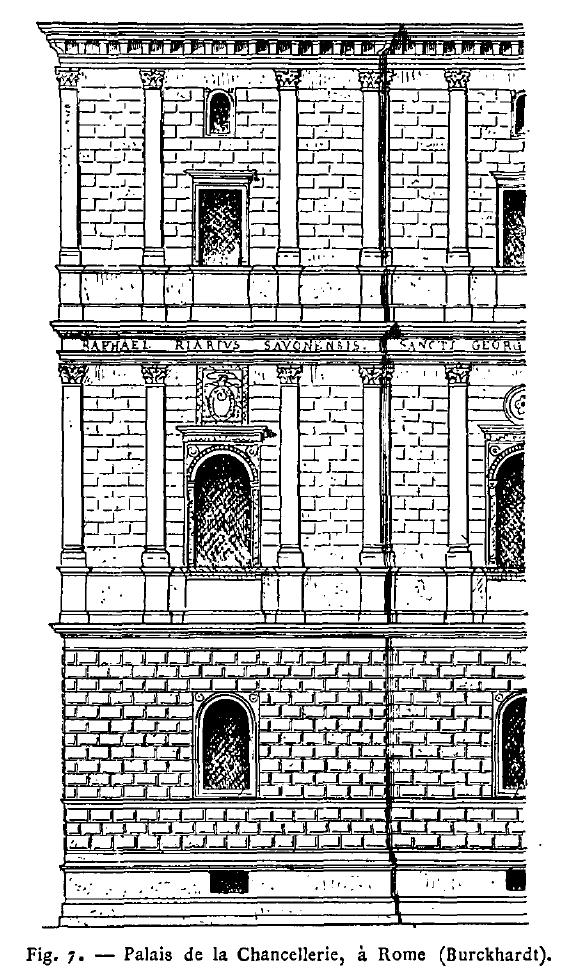
Чертёж архитектурного ордера палаццо. По Я. Буркхардту. 1892

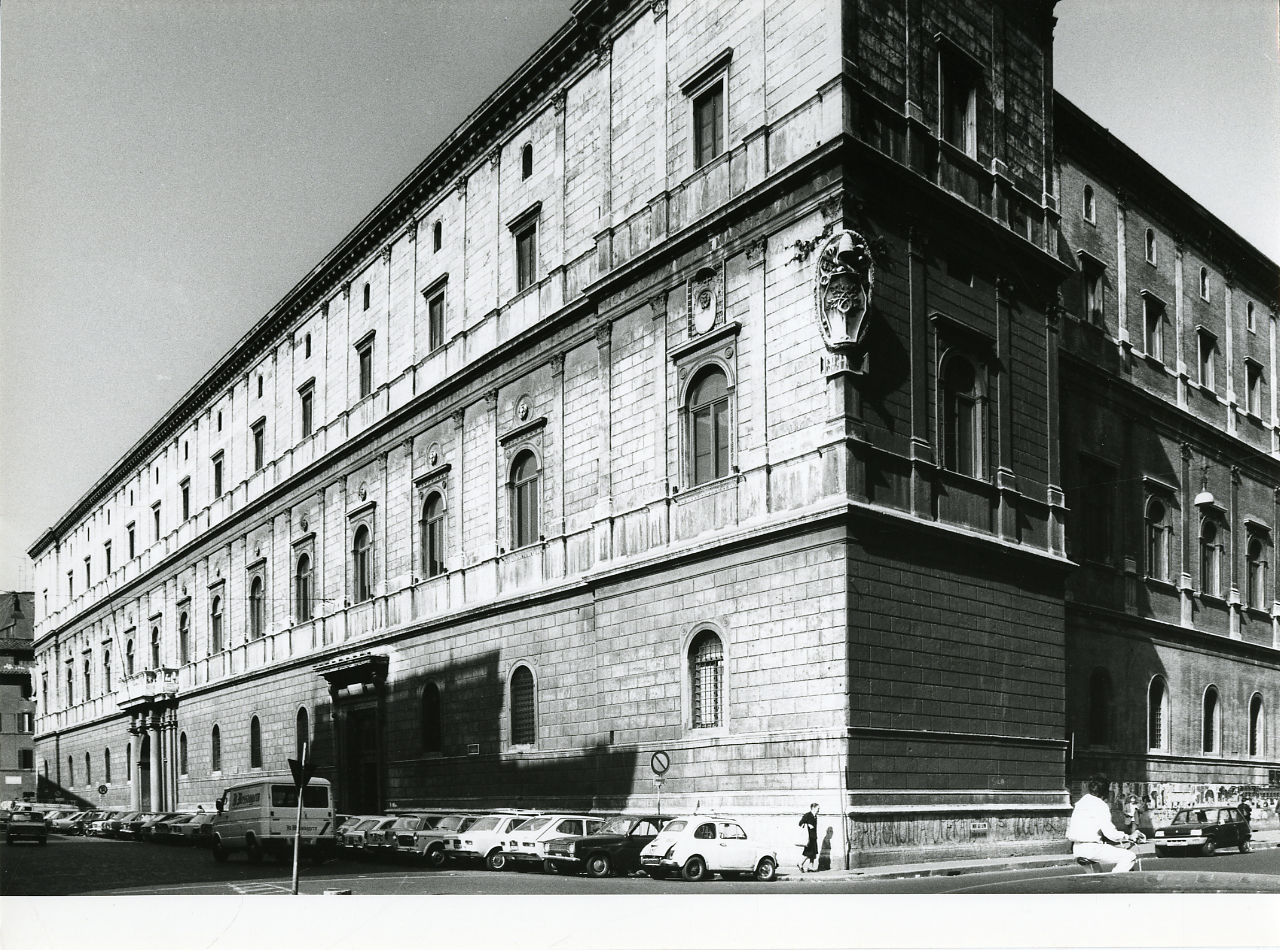
Палаццо Канчеллерия. Фотография П. Монти. 1979

Дворец Канчеллерия был построен для кардинала Рафаэле Риарио, занимавшего пост камерленго Римско-католической церкви при его могущественном дяде, Папе Сиксте IV. Кардинал Риарио вселился в свой дворец в 1496 г. Он был богатейшим человеком в Риме и считал себя знатоком античного искусства, составив значительную коллекцию античной скульптуры. Она разместилась в новом дворце. В 1517 году Риарио участвовал в заговоре против Папы Льва X, потерпел поражение и был заключен в замок Св. Ангела. Папа Лев X из рода Медичи не забыл роль папы Сикста IV и его племянника Рафаэле Риарио в заговоре Пацци, в своё время направленного на свержение власти Медичи во Флоренции и заменой его на семью Делла Ровере. Лев Х конфисковал дворец и отдал его в ведение Апостольской канцелярии. С 1753 года вице-канцлером стал якобитский претендент на трон Британии, Генрих Бенедикт Стюарт, якобитский «Генрих IX». Во время наполеоновской оккупации 1809—1814 гг. здание именовалось «Имперским дворцом». революции 1848—1849 годов в Папской области Римское Учредительное собрание в течение весьма короткого времени заседало в этом здании. Палаццо неоднократно реставрировали между 1937 и 1945 гг.

## Архитектура
Дворец построен на месте древнеримского митреума (языческого храма); раскопки 1988—1991 годов показали, что церковь была заложена римским папой Дамасием I и являлась одной из важнейших раннехристианских церквей в Риме. Также было обнаружено кладбище, использовавшееся с VIII века и почти до начала возведения дворца (в Риме ходили слухи, что средства на постройку дворца были добыты в игре и за одну ночь). Дворец Канчеллерия стал первым дворцом в Риме, построенным в стиле римского классицизма начала XVI века, эпохи Высокого Возрождения. В. Ф. Маркузон назвал это палаццо «первой римской постройкой общеитальянского значения». Здание высотой 24 м занимает целый квартал и включает в себя церковь Сан-Лоренцо-ин-Дамазо, заложенную в IV в. римским епископом Дамасием I. Церковь (интерьер которой был перестроен Д. Браманте) расположена, как и Базилика Святого Климента, среди прочих, на месте древнего митреума. Церковь многократно перестраивали и в последующие века, однако она сохранила уникальные произведения искусства: икону Мадонны XII в. и деревянное распятие XIV в. Восточный портал Палаццо перестроен в 1589 г. Доменико Фонтана по приказу кардинала Алессандро Фарнезе.
Имя автора проекта документально не установлено. Предположительно нижние два этажа всех четырёх фасадов возведены Андреа Бреньо (по прозванию Антонио да Монтекавалло), который использовал проекты Л. Б. Альберти, либо его братом, ассистентом Браманте. Некоторые исследователи весь проект приписывают Донато Браманте. Предполагается также участие на ранних этапах проектирования Франческо ди Джорджо и Баччо Понтелли. Однако изысканность пропорций и цельность композиции позволяет предположить работу большого мастера, каким был Донато Браманте, главный архитектор Ватикана. В целом здание создает убедительный образ аристократической сдержанности и величия.
В композиции фасадов использованы характерные брамантовы окна, а на углах здания — картуши с изображением дуба, эмблемы семьи делла Ровере, из которой происходили Папы Сикст IV и Юлий II. Их имена связаны с началом и окончанием строительства. Над окнами второго яруса — рельефные «розы Риарио». Фасады расчленены по горизонтали тягами на три яруса, а по вертикали — удвоенными пилястрами коринфского ордера на втором и третьем ярусах. Перемежающийся шаг плоских пилястр и арочных окон следует флорентийской концепции, воплощенной, в частности, в Палаццо Ручеллаи Л. Б. Альберти. Плоская рустика плавно уменьшается кверху. Примечательны идеальные пропорции и тонко рассчитанные отношения уменьшающихся снизу вверх окон. Фасады облицованы травертином, взятым из облицовки римского Колизея и близлежащих римских развалин Театра Помпея. Имитация руста нижнего яруса врезками имеет древнеримское происхождение. Пропорционирование фасадов следует принципу параллельности диагоналей подобных прямоугольников, что также позволяет предположить использование Браманте и Бреньо архитектурной теории Альберти.
Интерьер здания включает Большой зал (Aula Magna) и так называемый Зал ста дней (Sala dei Cento Giorni) с росписями Дж. Вазари, якобы созданными за сто дней. Росписи изображают важное для Италии историческое событие: встречу Папы Павла III, императора Карла V и французского короля Франциска I в Ницце (в то время территория Савойского герцогства) в 1538 г.
Выдающимся произведением архитектуры римского классицизма является внутренний двор (кортиле) Палаццо Канчеллериа. Он оформлен А. Бреньо. Фасады разделены на три яруса, нижние два оформлены аркадами-лоджиями по флорентийской традиции, заложенной Ф. Брунеллески. 44 колонны нижнего яруса темного египетского гранита взяты из старой церкви Сан-Лоренцо, они, в свою очередь, происходят из Театра Помпея.
По образцу Палаццо Канчеллерия А. Бреньо оформил фасад Палаццо Торлония (проект 1496 г.) на Виа делла Кончилиационе, пролегающей от площади Святого Петра до набережной западного берега Тибрa.

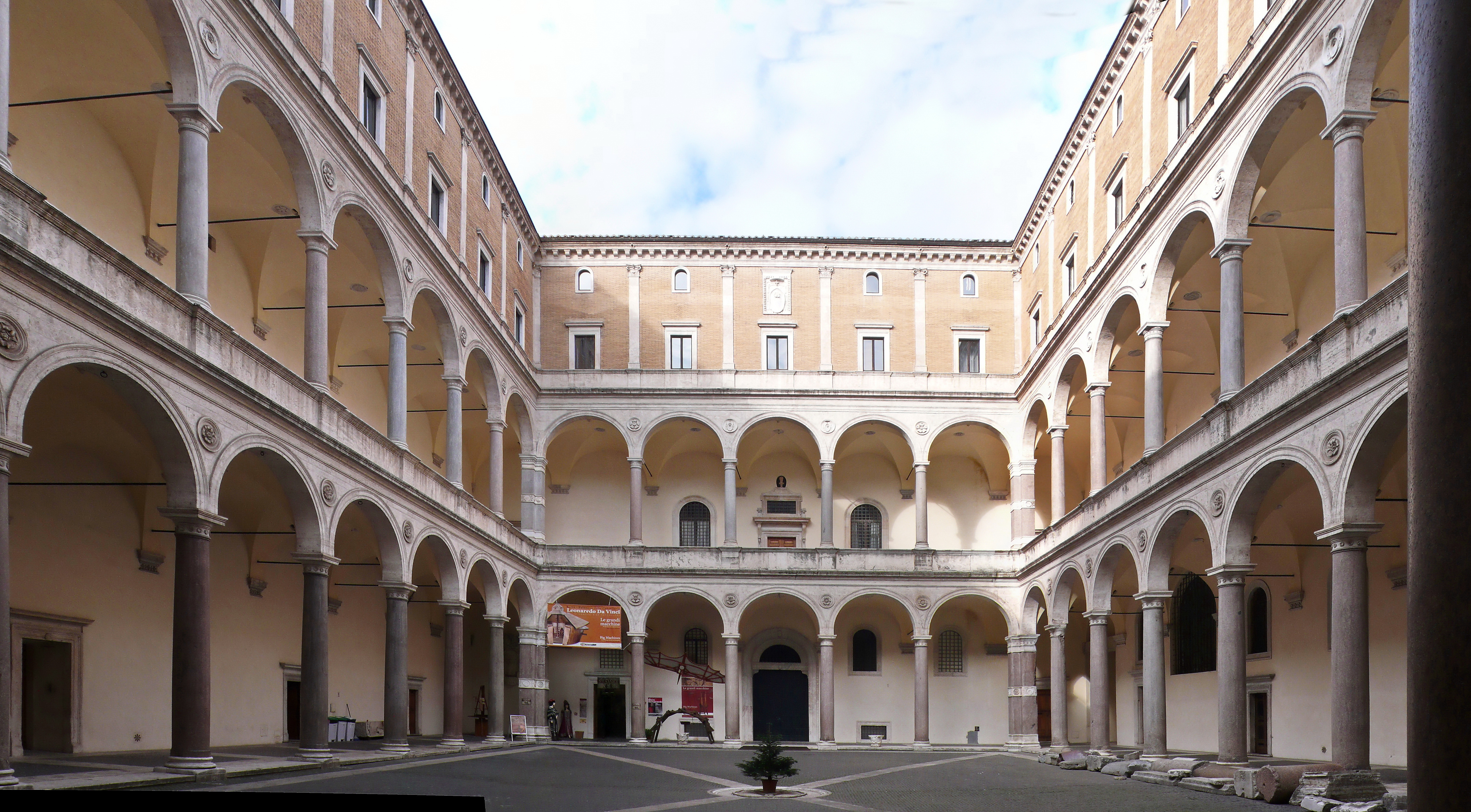
Кортиле (двор) Палаццо Канчеллерия
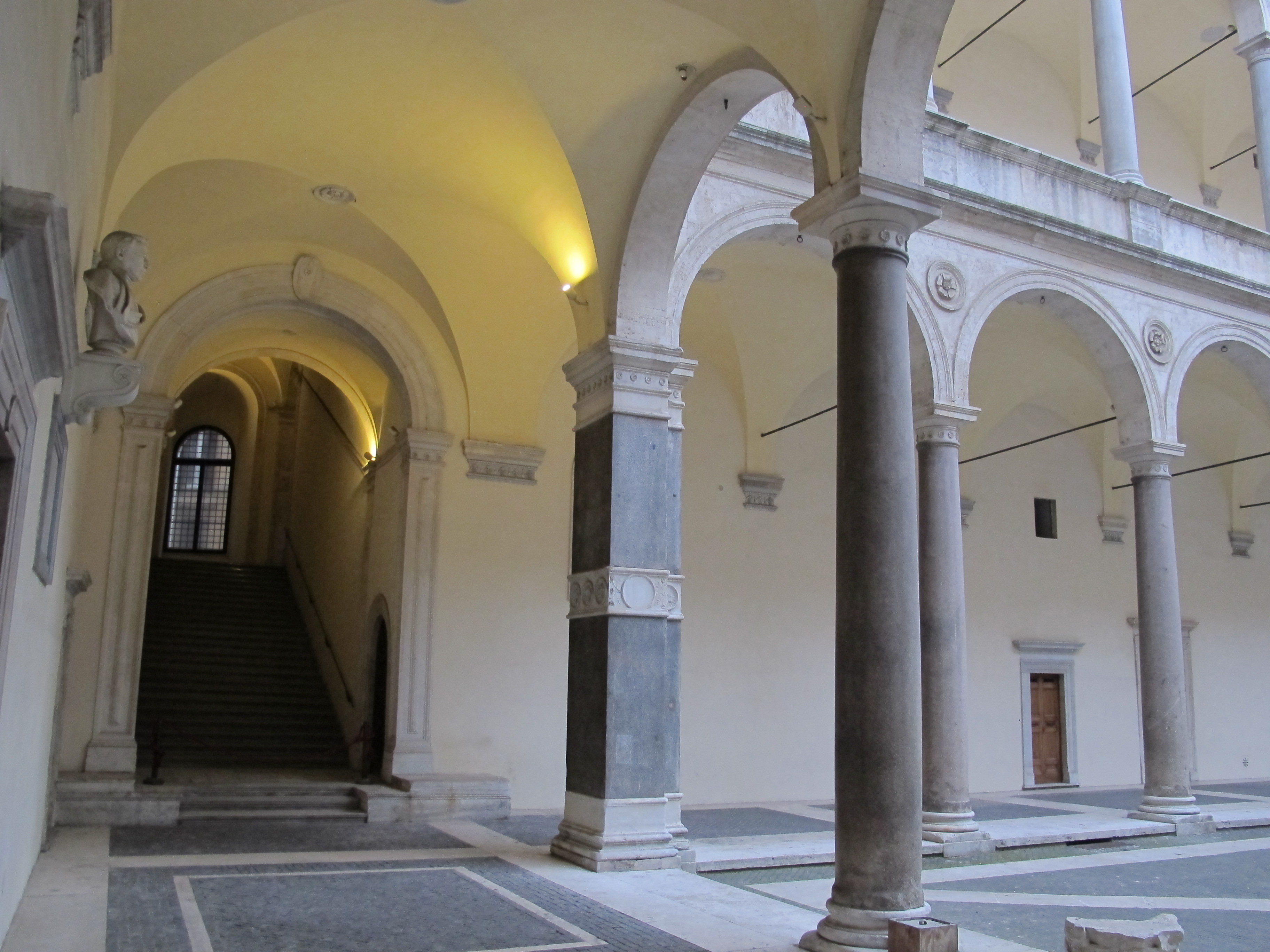
Деталь аркады кортиле
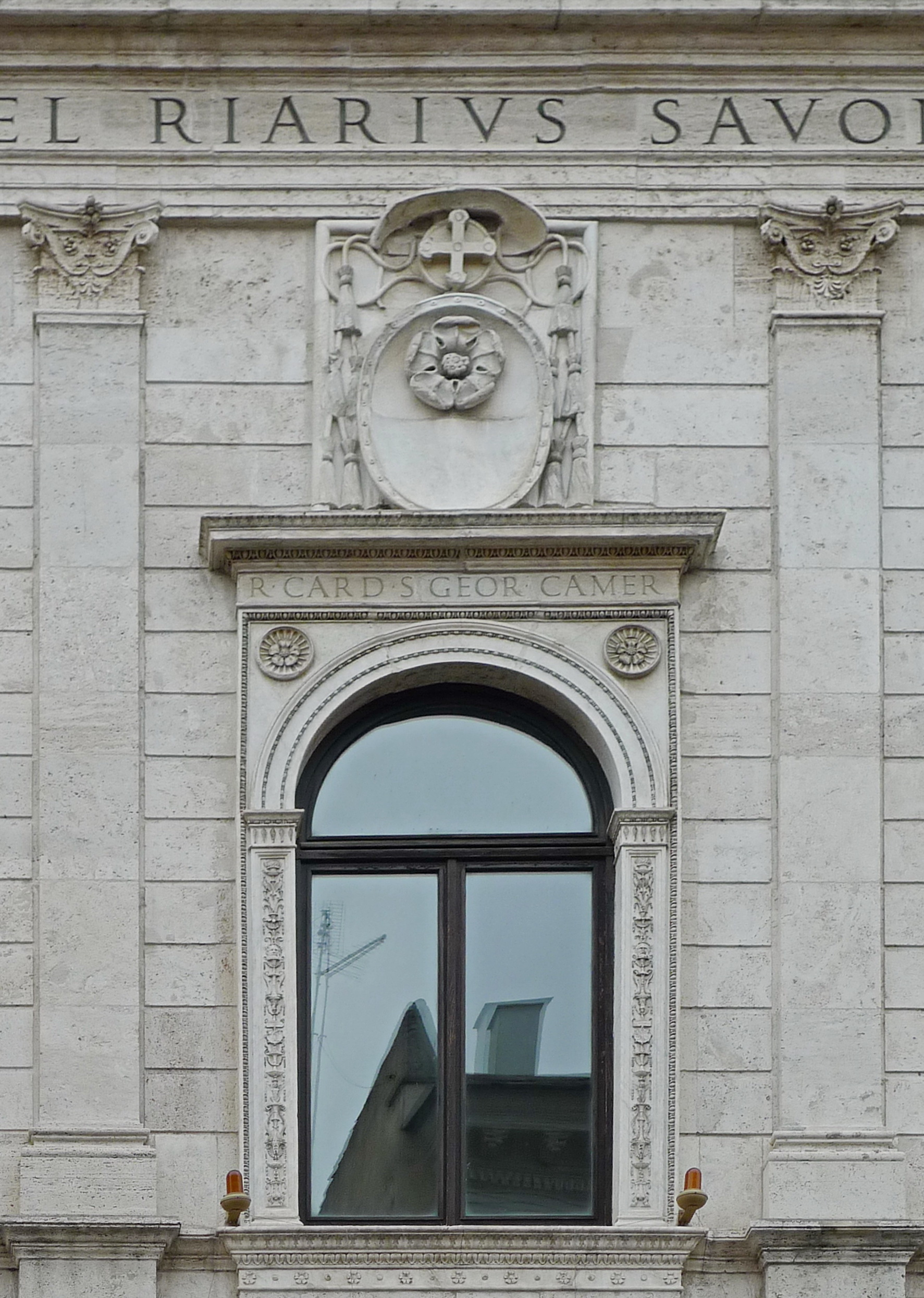
Брамантово окно фасада
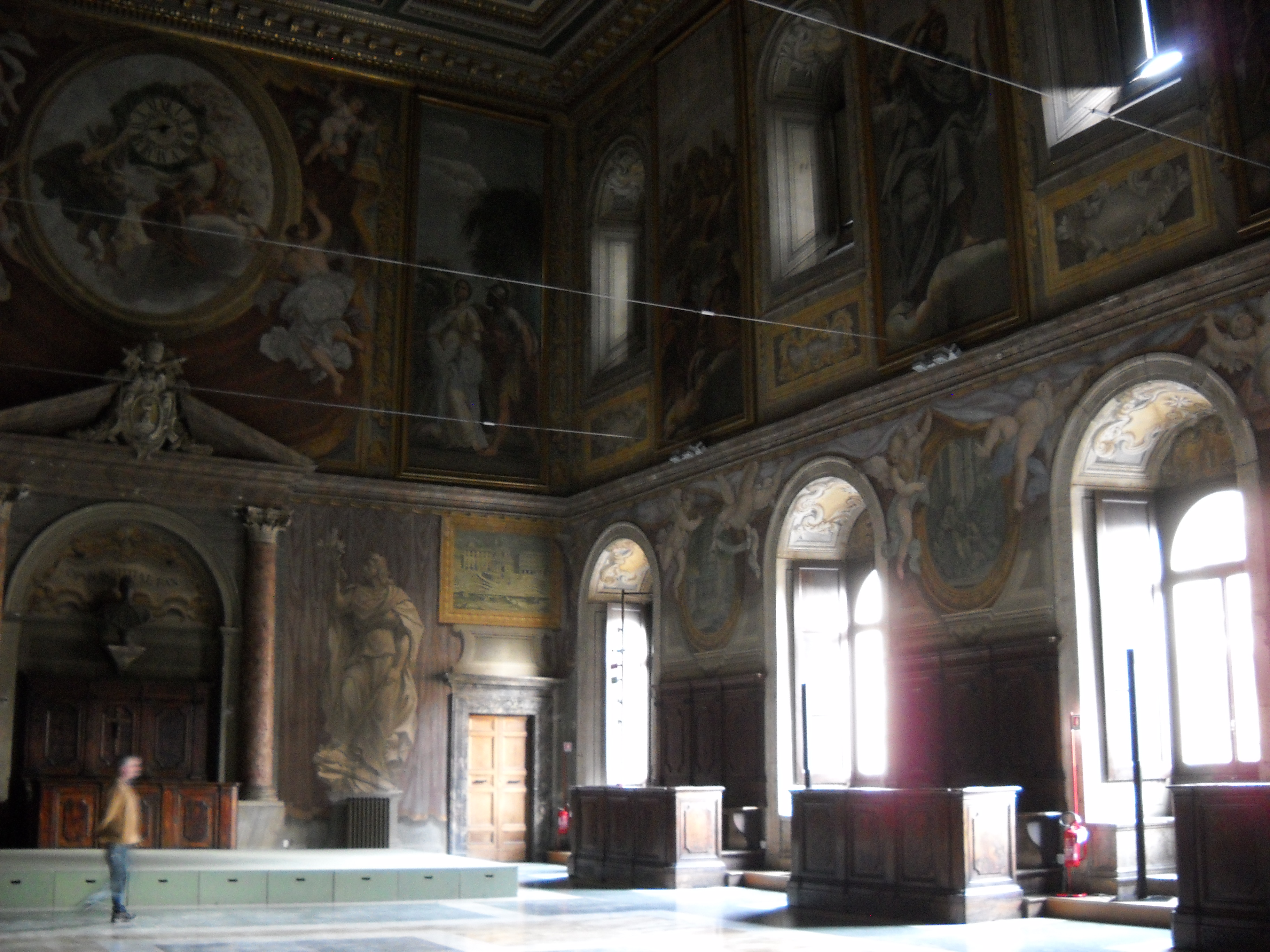
Зал ста дней. 1546-1547. Архитектор Дж. Вазари
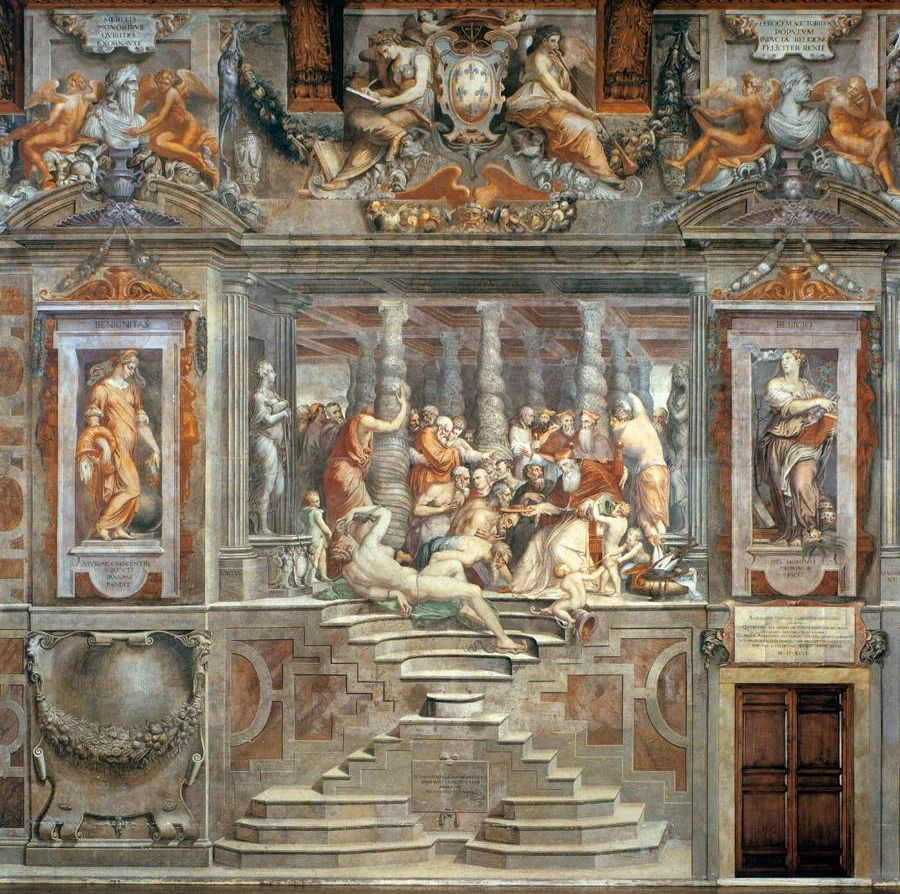
Зал ста дней. Папа Павел III Фарнезе называет кардиналов и распределяет льготы. Фреска Дж. Вазари
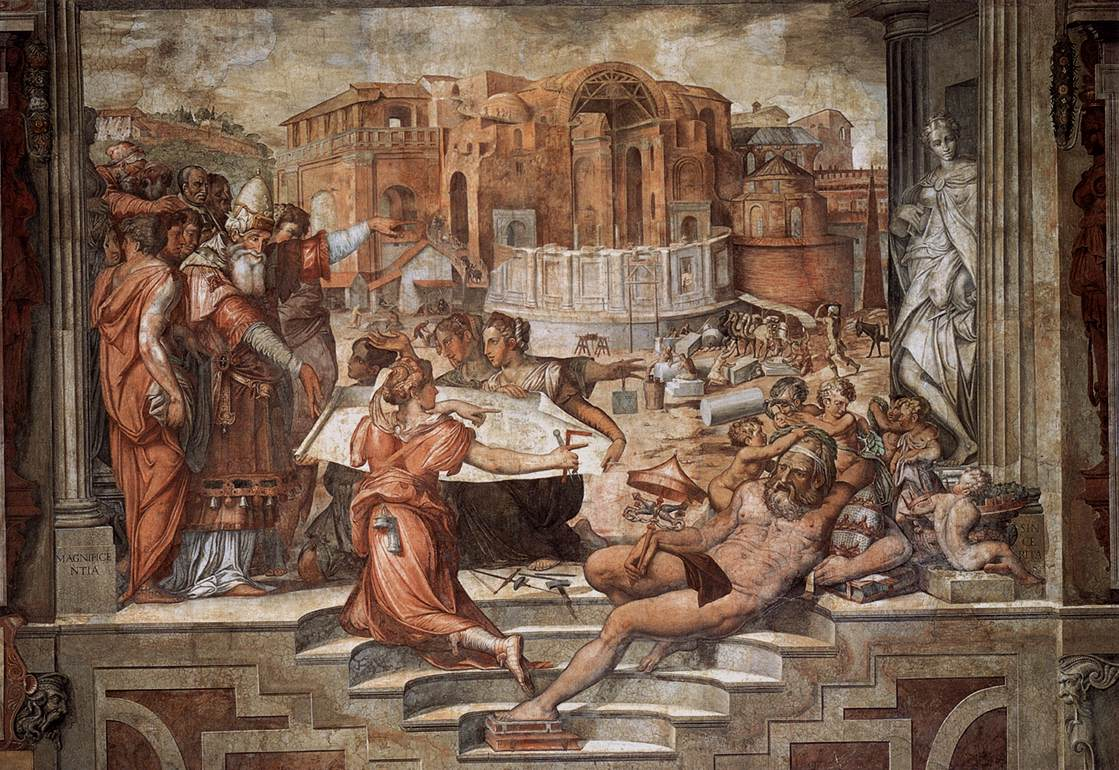
Папа Павел III руководит строительством собора Святого Петра. Фреска Дж. Вазари
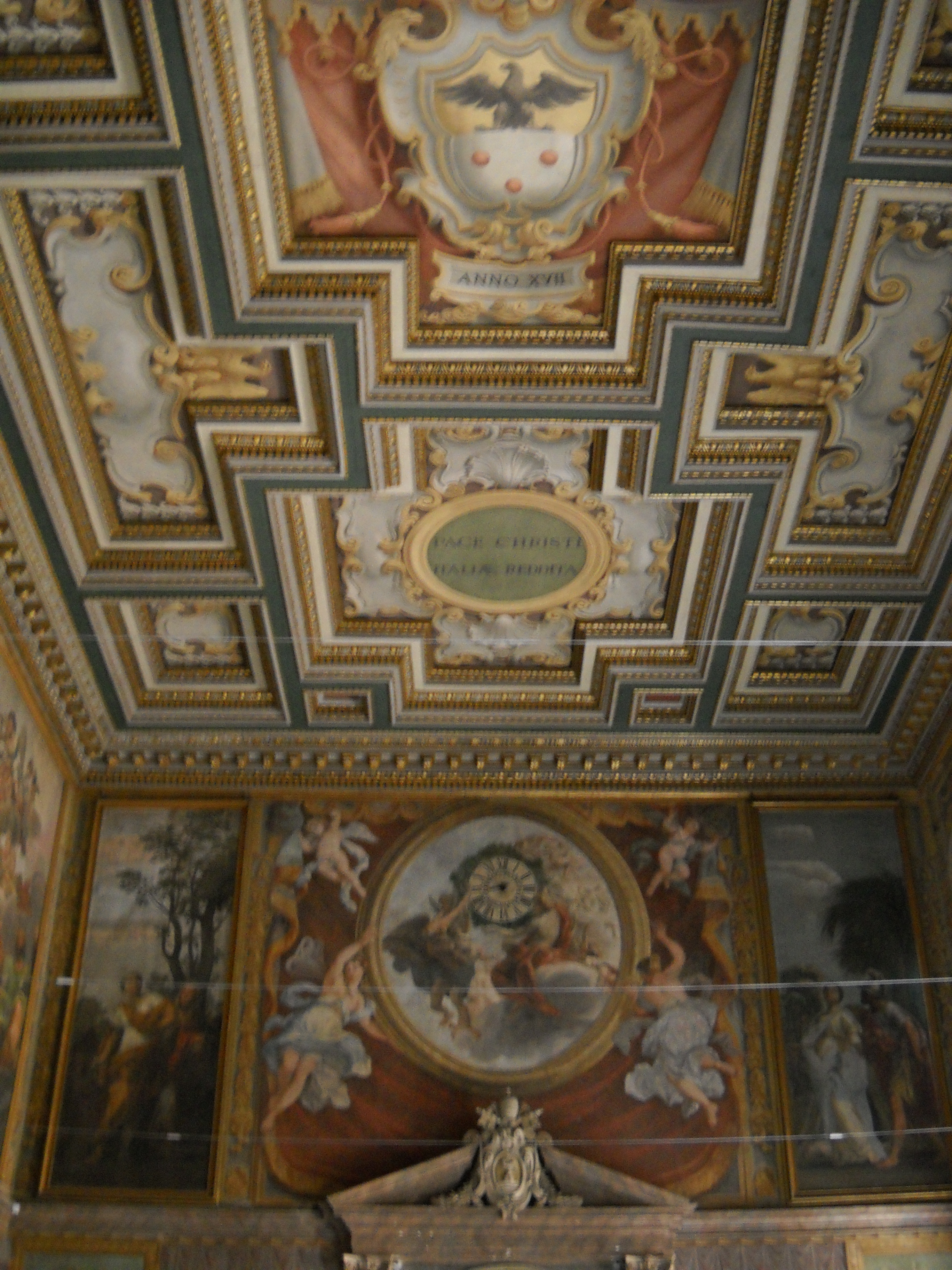
Зал ста дней. Плафон
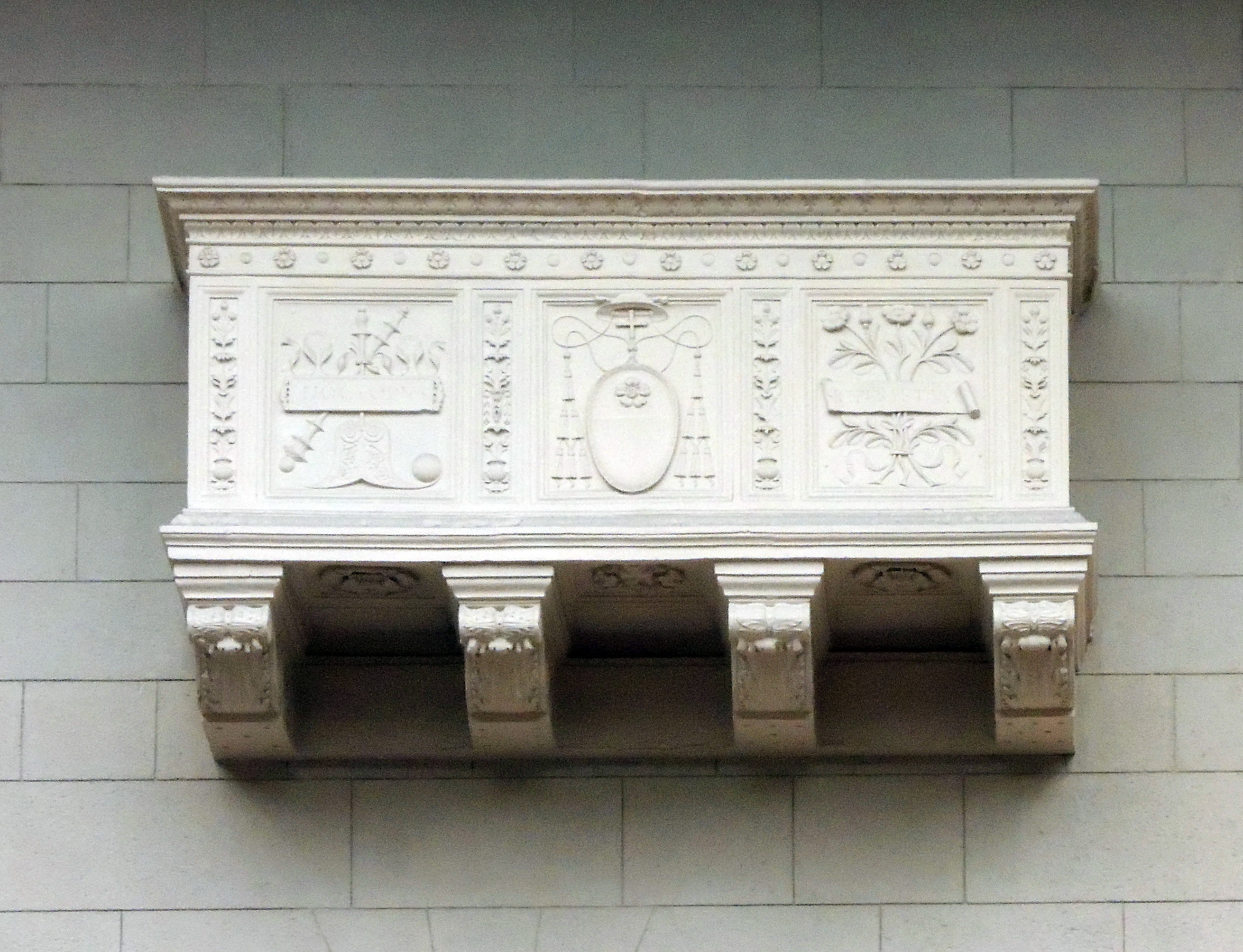
Балкон Палаццо. Гипсовый слепок в Музее изобразительных искусств имени А. С. Пушкина, Москва
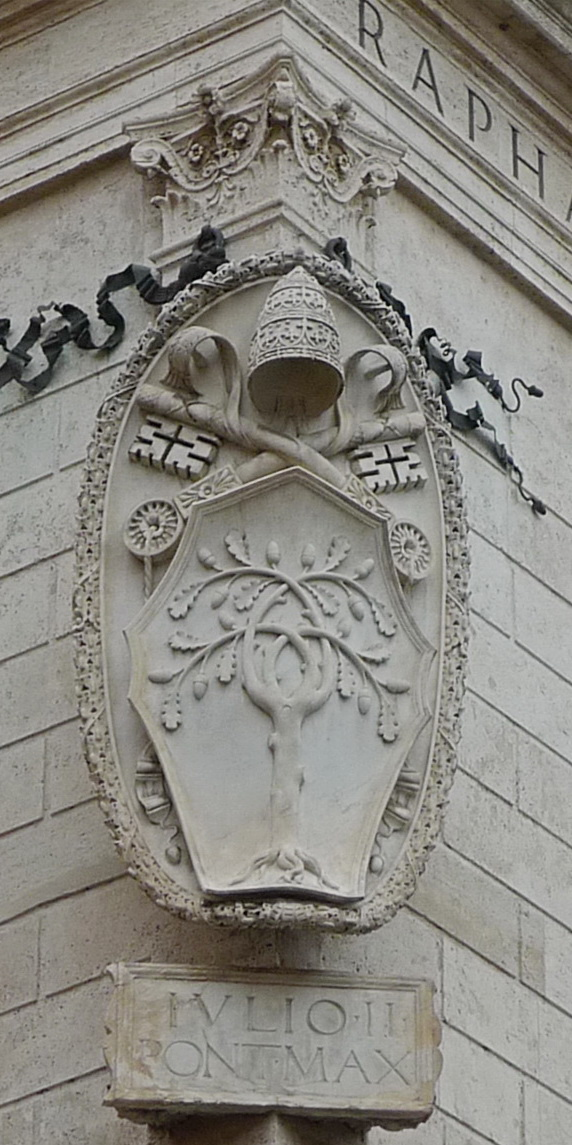
Герб папы Юлия II делла Ровере